# Список кардиналов, возведённых папой римским Иннокентием XII

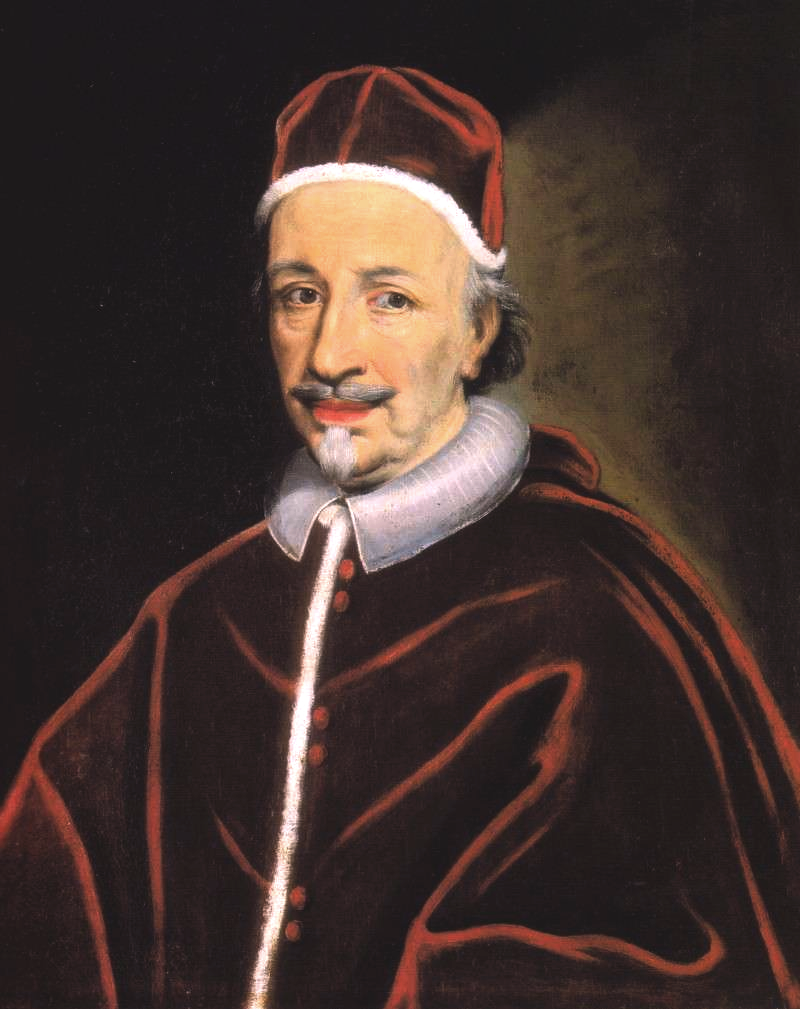
Папа Иннокентий XII

Кардиналы, возведённые Папой римским Иннокентием XII — 30 прелатов, клириков и мирян были возведены в сан кардинала на четырёх Консисториях за девятилетний понтификат Иннокентия XII.
Самой большой консисторией, была Консистория от 12 декабря 1695 года, на которой было назначено четырнадцать кардиналов.

## Консистория от 12 декабря 1695 года
- Якопо Антонио Мориджа, C.R.S.P., архиепископ Флоренции (Великое герцогство Тосканское);
- Себастьяно Антонио Танара, титулярный архиепископ Дамаска, апостольский нунций в Австрии (Папская область);
- Джакомо Бонкомпаньи, архиепископ Болоньи (Папская область);
- Джованни Джакомо Каваллерини, титулярный архиепископ Никеи, апостольский нунций во Франции (Папская область);
- Федерико Качча, архиепископ Милана, апостольский нунций в Испании (Папская область);
- Таддео Луиджи даль Верме, епископ Фано (Папская область);
- Бальдассаре Ченчи старший, титулярный архиепископ Лариссы, префект Папского Дома (Папская область);
- Томмазо Мария Феррари, O.P., магистр Священного дворца (Папская область);
- Джузеппе Сакрипанте, референдарий Трибуналов Апостольской Сигнатуры Справедливости и Милости (Папская область);
- Челестино Сфондрати, O.S.B. (Папская область);
- Энрико Норис, O.E.S.A., куратор Ватиканской Апостольской библиотеки (Папская область);
- Джамбаттиста Спинола младший, губернатор Рима и вице-камерленго Святой Римской Церкви (Папская область);
- Доменико Таруджи, аудитор Трибунала Священной Римской Роты (Папская область);
- Анри-Альбер де Лагранж д’Аркен (Франция).

## Консистория от 22 июля 1697 года
- Луиш де Соуза, архиепископ Лиссабона (Португалия);
- Джорджо Корнаро, титулярный архиепископ Родоса, апостольский нунций в Португалии (Папская область);
- Пьер-Арман дю Камбу де Куален, епископ Орлеана (Франция);
- Фабрицио Паолуччи, епископ Феррары (Папская область);
- Альфонсо Агилар Фернандес де Кордоба (Испания);
- Винченцо Гримани (Священная Римская империя).

## Консистория от 14 ноября 1699 года
- Никколо Радуловик, архиепископ Кьети, секретарь Священной Конгрегации по делам епископов и монашествующих (Папская область);
- Джузеппе Аркинто, архиепископ Милана (Миланское герцогство);
- Андреа Сантакроче, титулярный архиепископ Селевкии Исаврийской, апостольский нунций в Австрии (Папская область);
- Марчелло д’Асте, титулярный архиепископ Афин, президент Урбино (Папская область);
- Даниэле Марко Дольфин, епископ Брешии, апостольский нунций во Франции (Папская область);
- Сперелло Сперелли, бывший епископ Терни, асессор Верховной Священной Конгрегации Римской и Вселенской Инквизиции (Папская область);
- Джованни Мария Габриэлли, O.Cist., генеральный аббат своего ордена (Папская область).

## Консистория от 21 июня 1700 года
- Луи-Антуан де Ноай, архиепископ Парижа (Франция);
- Иоганн Филипп фон Ламберг, князь-епископ Пассау (Пассауское епископство);
- Франсиско Антонио де Борха-и-Сентельяс-и-Понсе де Леон, архидьякон Калатравы и каноник-пребендарий Толедо (Испания).